# Radice (simbolo)

Simbolo di radice

La radice {\displaystyle {\sqrt {\ }}} è un segno matematico; esso ha solitamente la forma di una "V" dotata di un allungamento verso destra nella sua parte alta, a sinistra e alla destra della quale si scrivono rispettivamente un piccolo esponente e il numero da cui estrarre la radice, il radicando. È uso comune, in informatica, scrivere il segno di radice senza l'allungamento verso destra. Etimologicamente il suo nome si fa derivare dall'accezione di "base" del termine "radice", poiché essa permette di trovare il numero principale, iniziale, da cui il radicando deriva; in matematica, il sostantivo "radice" è spesso accompagnato dagli aggettivi quadrata o cubica: ciò dipende dal fatto che esse rendono possibile il trovare, rispettivamente, la lunghezza dei lati di un quadrato o di un cubo la cui area o il cui volume siano pari al valore numerico del radicando.

## Storia e utilizzo
La radice, intesa come operazione matematica, esiste già da tempo immemorabile: era infatti in uso nella scuola pitagorica, ma la utilizzavano anche, a loro tempo, gli Egizi. Il simbolo {\displaystyle {\sqrt {\ }}} risale però a tempi molto più recenti: questo è infatti, secondo la più diffusa teoria di Eulero, una deformazione della lettera r minuscola, che solitamente si poneva davanti al radicando per indicare la necessità di eseguire l'operazione di estrazione della radice.
Come già detto, la funzione della radice consiste nel trovare quel numero che, moltiplicato per se stesso un numero di volte pari al valore dell'esponente, dà un risultato pari al radicando. In formule:
{\displaystyle {\sqrt[{n}]{m}}=p\quad \iff \quad \underbrace {p\cdot p\cdot \ldots \cdot p\cdot p} _{n{\text{ volte}}}=m\quad \iff \quad p^{n}=m.}
Per questo la radice {\displaystyle n}-esima (di indice {\displaystyle n}) si può considerare a buona ragione l'operazione contraria dell'elevazione a {\displaystyle n}-esima potenza; da ciò deriva l'estrema importanza dell'esponente della radice, che si scrive in ogni caso tranne che in quello in cui esso è due.